# Troy Garity
Troy Garity, eigentlich Troy O'Donovan Hayden (* 7. Juli 1973 in Los Angeles, Kalifornien), ist ein US-amerikanischer Schauspieler.

## Leben
Troy Hayden wurde als Sohn des Politikers Tom Hayden und der Schauspielerin Jane Fonda geboren. Somit ist er ein Enkel von Schauspiel-Legende Henry Fonda, Neffe von Peter Fonda und Cousin von Bridget Fonda. Seine Großmutter mütterlicherseits, Frances Seymour Brokaw Fonda, konnte ihren Stammbaum bis zu Edward Seymour, dem Bruder Jane Seymours, einer der vielen Ehefrauen des englischen Königs Heinrich VIII., zurückverfolgen. Er nahm für seine Filmkarriere später den Nachnamen seiner Großmutter väterlicherseits an. Den Vornamen hatten ihm seine politisch gegen den Vietnamkrieg aktiven Eltern zu Ehren eines vietnamesischen Widerstandskämpfers gegeben.
Mit 16 Jahren brach Troy Garity seine schulische Ausbildung ab und reiste einer Zirkusartistin nach, in die er sich verliebt hatte. Garity spielte bislang in erster Linie kleinere Rollen in Kinofilmen. 2004 erhielt er eine Golden-Globe-Nominierung für die Hauptrolle im Fernsehfilm Soldier’s Girl. 2007 war er im Film Eichmann neben Franka Potente und Thomas Kretschmann in der Rolle des verhörenden Polizisten Avner Less zu sehen.
Wie seine Eltern betätigt sich auch Garity als Friedensaktivist und in der Sozialarbeit.

## Filmografie
- 1981: Am goldenen See (On Golden Pond)
- 1996: The Cherokee Kid
- 1997: Fletcher’s Visionen (Conspiracy Theory)
- 2000: Steal This Movie
- 2001: Banditen! (Bandits)
- 2002: Barbershop
- 2003: Soldier’s Girl
- 2004: After the Sunset
- 2004: Barbershop 2 (Barbershop 2: Back in Business)
- 2007: Sunshine
- 2007: Eichmann
- 2008: Lake City
- 2008: Winged Creatures
- 2009: A Marriage (Fernsehfilm)
- 2009: Mercy
- 2009: My One and Only
- 2011–2012: Boss (Fernsehserie, 18 Episoden)
- 2013: Gangster Squad
- 2014: Red Sky
- 2014: Sabotage
- 2015–2019: Ballers (Fernsehserie)
- 2016: Barbershop: The Next Cut
- 2016: The Brooklyn Banker
- 2017: Shooter (Fernsehserie, 4 Episoden)
- 2019: Magnum P.I. (Fernsehserie, Folge 2x08)
- 2020: #blackAF (Fernsehserie, 1 Episode)